# Reich (Territorium)
Als Reich wird das Territorium eines Herrschers – häufig ein Königreich – (oder eines historisch oligarchischen Staates) bezeichnet, wenn es entweder eine bedeutende Ausdehnung hat oder als Imperium einen hegemonialen Machtanspruch über mehrere Stämme, Völker oder Nationen geltend macht. Ideologisch gestützt wird dieser Anspruch oft von einer Reichsidee.

## Wortherkunft
Das Wort und das zugehörige Adjektiv reich ist laut dem „Etymologischen Wörterbuch des Althochdeutschen“ keltischen Ursprungs und wurde höchstwahrscheinlich wegen der Übernahme keltischer Rechtsnormen durch die Germanen in der Folge auch von ihnen entlehnt. Die Kelten verstanden darunter den ideellen bzw. materiellen Reichtum. Erstmals bei Grimm wird es als: „allgemein das mit einem herscher in zusammenhang stehende, von ihm abhängige“ (Grimm) bezeichnet, entspricht also lateinisch regnum. Es findet sich in allen germanischen Sprachen (etwa nl. rijk) und stammt vom keltischen -rig „Macht“.
Das althochdeutsche rîhhi entspricht auch schon dem ursprünglichen Gebiet (zu gebieten), lat. imperium „das unter dem Befehl stehende“. Die Bedeutung von rîhhi umfasst „Regierung; Herrschaft, Gewalt; reich, mächtig; hoch“, so erhalten etwa in Namen wie Richard („Herrschaft und Strenge“), Ulrich, Heinrich („der sein Vermögen bzw. Heim beherrscht“). Das Wort steckt auch in Ostarrichi (dem Vorläufer Österreichs, im Sinne von „Land im Osten“ gedeutet und nicht als „Ostmark“ im Sinne einer Institution).
Mittelhochdeutsch steht rîche für Herrschaftsordnung und Herrschaftsgebiet. Nie bezeichnet es ursprünglich den Regenten selber, im Heiligen Römischen Reich ist die Bezeichnung Kaiser und Reich „Oberhaupt und Glieder des Reiches“ formelhaft – später aber findet sich auch diese Übertragung. Der Aspekt des „Beherrschten“ bleibt dabei primär, löst sich jedoch vom rein Territorialen.

## Bedeutende historische Reiche (Auswahl)

### Alter Orient
- Altes Reich, Mittleres Reich, Neues Reich (Ägypten)
- Elam
- Reich von Akkad
- Assyrisches Reich
- Babylonisches Reich
- Reich der Mitanni
- Hethiterreich
- Davidisch-salomonisches Großreich (Israel)
- Juda
- Nordreich Israel
- Perserreich
- Saba

### Hellenistisch-Römische Welt
- Alexanderreich Alexanders des Großen
- Seleukidenreich
- Römisches Reich
- Weströmisches Reich
- Oströmisches/Byzantinisches Reich

### Europa seit dem Mittelalter
- Ostgotenreich
- Westgotenreich
- Fränkisches Reich
- Reich des Samo
- Heiliges Römisches Reich
- Nordseereich
- Angevinisches Reich
- Habsburgerreich
- Russisches Kaiserreich, hervorgegangen aus dem Zarentum Russland
- Erstes und Zweites Französisches Kaiserreich
- Kaisertum Österreich
- Österreich-Ungarn
- Deutsches Kaiserreich

### Ost- und Südasien
- Reich der Xiongnu
- Kaiserreich China (auch: „Reich der Mitte“)
- Mongolisches Reich
- Mogulreich
- Japanisches Kaiserreich

### Zentral- und Westasien
- Partherreich
- Sassanidenreich
- Kalifat
- Reich der Kök-Türken
- Reich der Schwarzen Hammel
- Reich der Weißen Hammel
- Seldschukenreich
- Osmanisches Reich
- Reich der Goldenen Horde

### Subsaharisches Afrika
- Reich von Kusch
- Reich Kanem-Bornu
- Gao-Reich
- Songhaireich
- Reich von Aksum
- Kaiserreich Abessinien
- Königreich Kongo
- Reich von Ghana
- Malireich
- Munhumutapa-Reich

### Altamerika
- Inkareich
- Aztekenreich

### Kolonialreiche
- Italienisches Kolonialreich
- Portugiesisches Kolonialreich
- Spanisches Kolonialreich
- Britisches Weltreich
- Niederländisches Kolonialreich
- Französisches Kolonialreich
- Deutsches Kolonialreich

## Reiche im übertragenen Sinn
- Reich Gottes, Himmelreich
- Reich des Bösen
- Totenreich (Unterwelt)
- Reich (Biologie)